# Gare d’Avord
Gare d’Avord vasútállomás Franciaországban, Avord településen.

## Vasútvonalak
Az állomást az alábbi vasútvonalak érintik:
- Vierzon-Saincaize-vasútvonal

## Kapcsolódó állomások
A vasútállomáshoz az alábbi állomások vannak a legközelebb:
- Gare de Bengy (Gare de Saincaize, Vierzon-Saincaize-vasútvonal)
- Gare de Saint-Germain-du-Puy (Gare de Vierzon-Ville, Vierzon-Saincaize-vasútvonal)